# Glogovnica
Glogovnica je rijeka u Hrvatskoj, desni pritok rijeke Česme.